# Парник

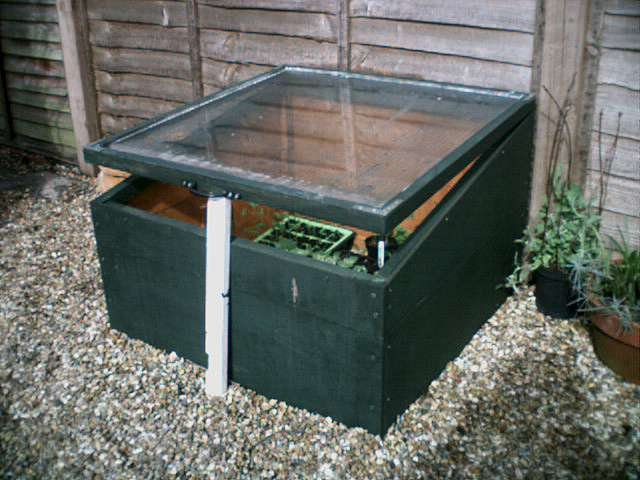
Простейший малогабаритный парник

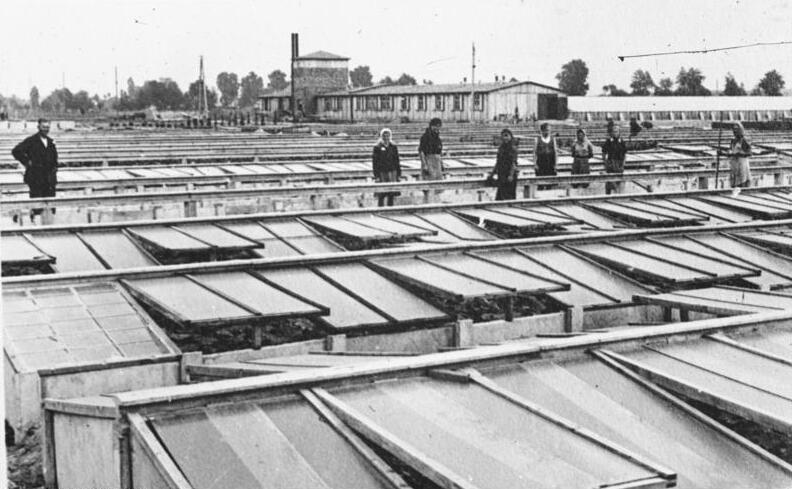
Парниковое хозяйство

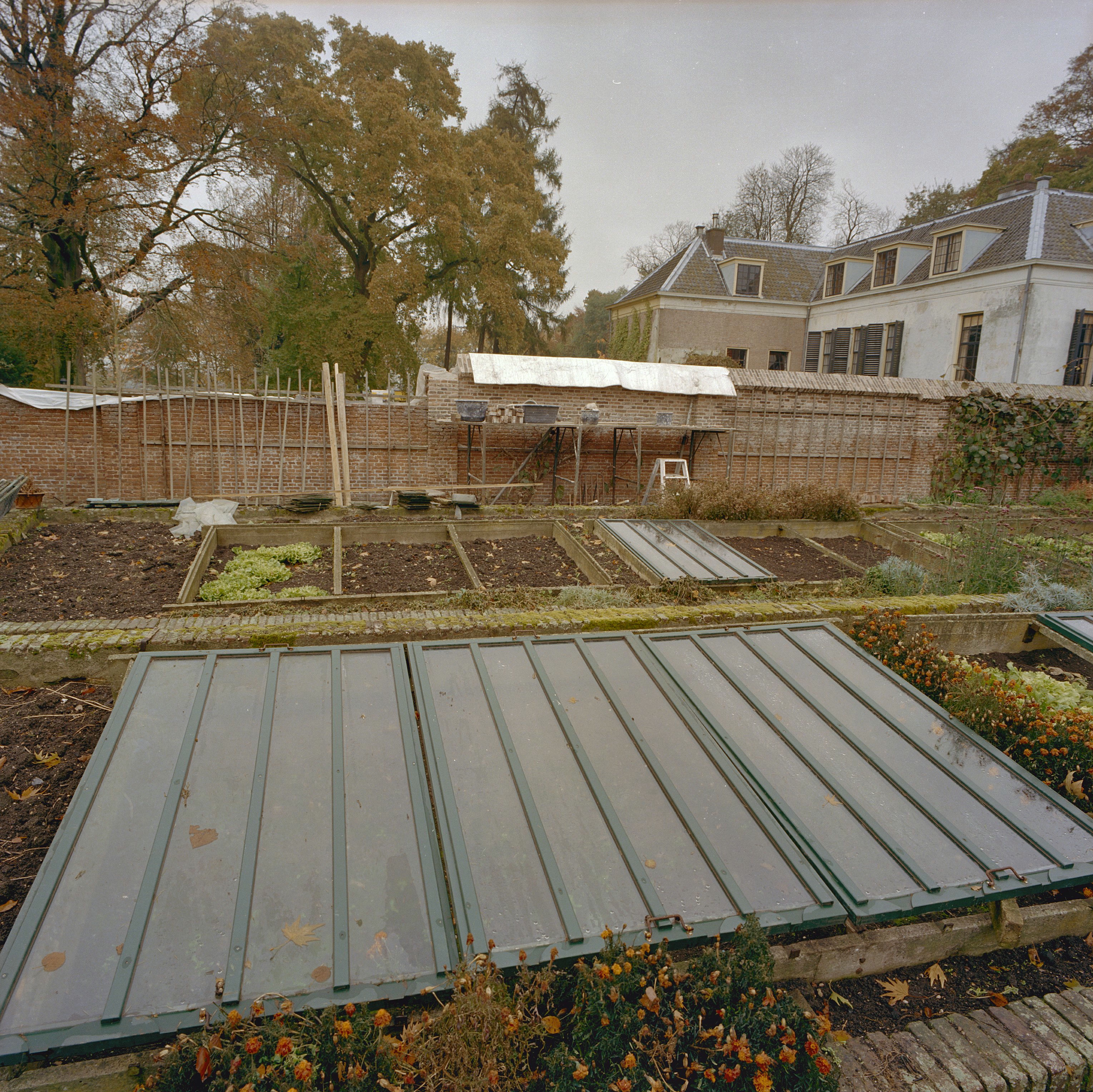
Рамные парники

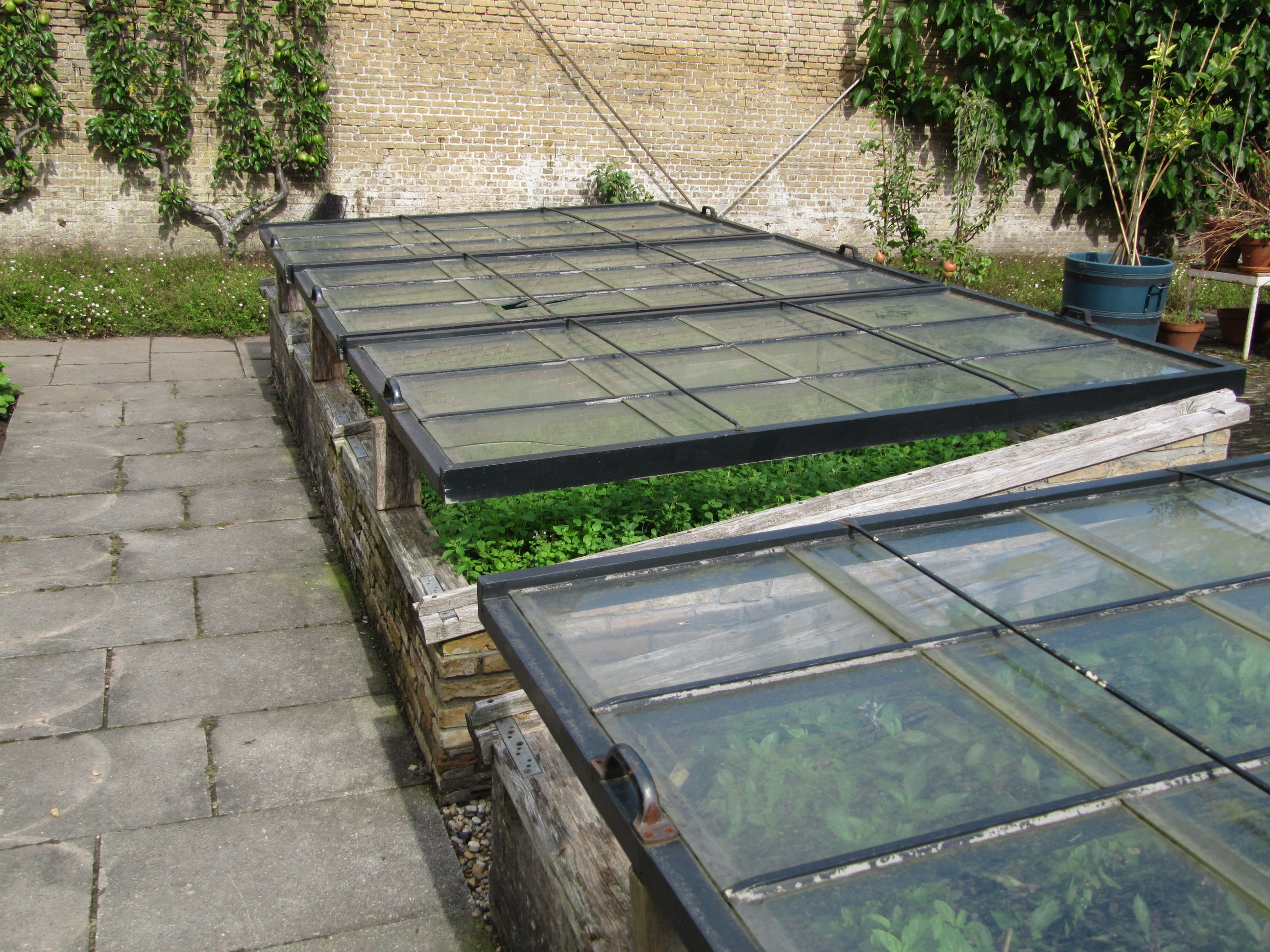

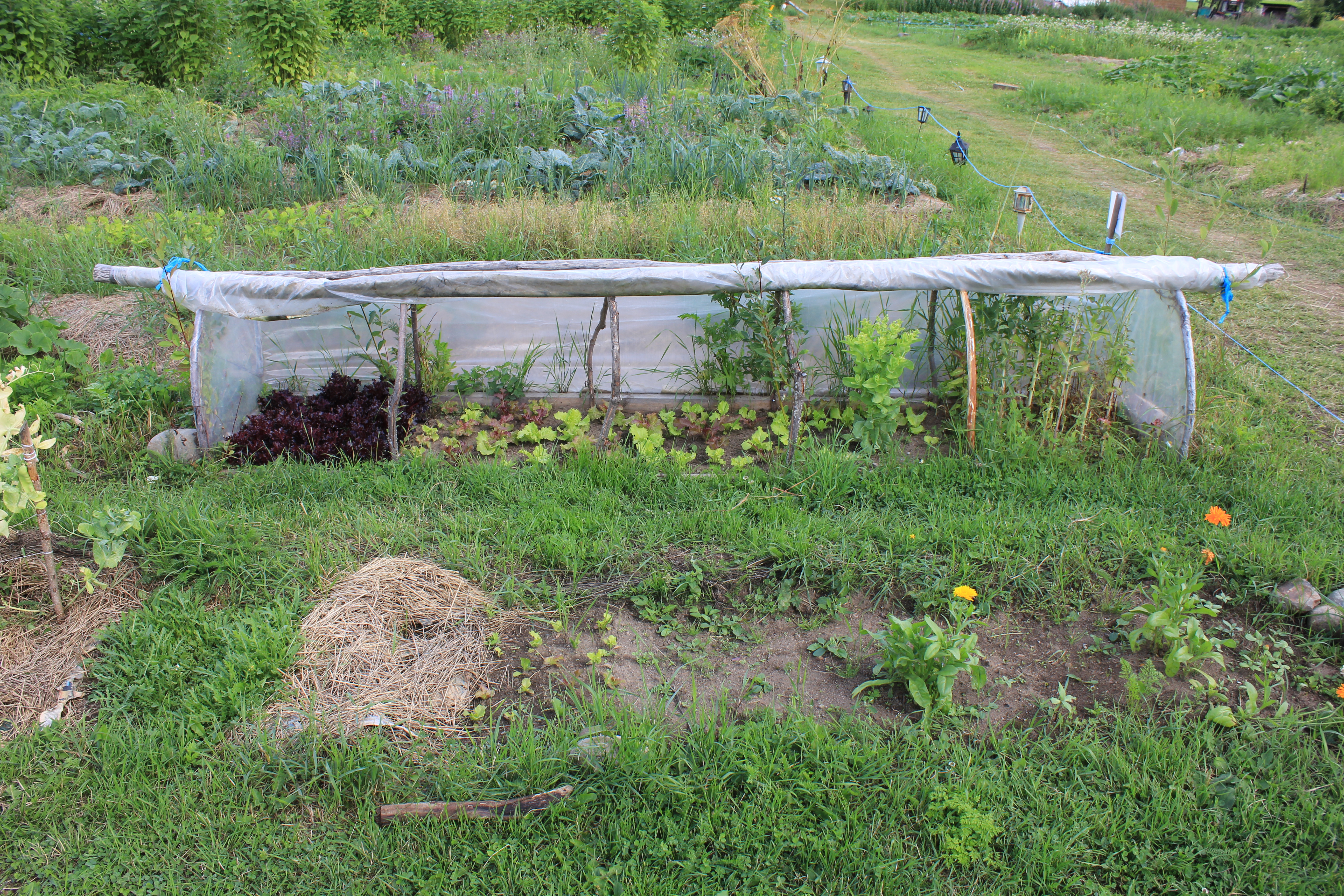
Арочный плёночный парник

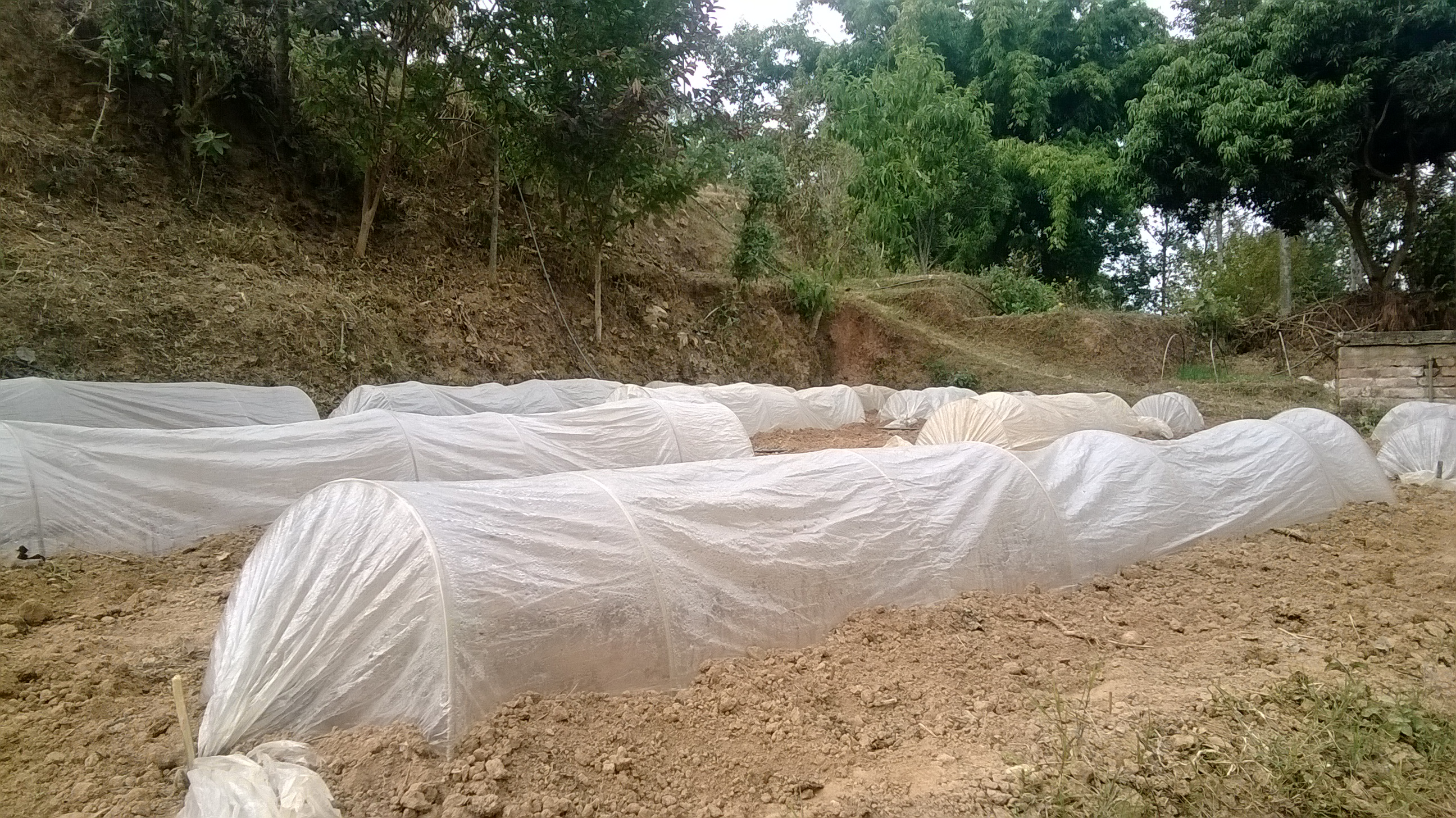

Парни́к — малогабаритное неотапливаемое строение для защиты культурных растений от воздействия неблагоприятных погодных условий. Представляет собой малогабаритное культивационное сооружение, имеющее боковое ограждение и съёмную свето-прозрачную кровлю, полностью или частично погруженное в почву, обслуживаемое рабочими, находящимися вне помещения. Различают холодные, полухолодные и тёплые парники.
Применяется для выращивания рассады капусты, томатов, огурцов, декоративных растений, укоренения черенков для последующего высаживания в открытый грунт или доращивания горшочных растений. Значительно реже в парниках организуют весь цикл выращивания той или иной культуры, как правило, ранней (салата, редиса и т. п.). Располагать парники необходимо в солнечном, незатемнённом месте, иначе растениям просто может не хватить солнечного излучения.

## История возникновения парников
Парники появились во времена Древнего Рима и представляли собой простейшие конструкции. Также были эксперименты с передвижными грядками, их организовывали на телегах таким образом, чтобы посевы хорошо прогревались. При усовершенствовании конструкции посадки начали накрывать колпаками, так появились первые парники. В них выращивали растения, завезённые из южных стран. К XIII веку в Италии конструкции парников дополнили примитивной системой отопления, так как появилась необходимость выращивания декоративных тропических растений. Так появились теплицы. После распространения обогреваемых парников в высших слоях общества Италии, их стали использовать и по всей Европе. В России технологиями высадки на закрытом грунте начали пользоваться в XVIII веке, первоначально эксплуатировались теплицы, но более широкое распространение получили парники из-за простоты устройства и отсутствия необходимости в сложных и несовершенных системах отопления.
В XIX веке теплицы и парники стали использовать и люди с небольшим достатком, не только зажиточное население. С течением времени изменяется функциональная направленность парниковых конструкций. Если до XVIII века включительно теплицы использовались для выращивания декоративных и лекарственных растений, то в XIX веке, благодаря удешевлению строительных материалов и их большей доступности для слоев населения со средним достатком, теплицы и парники начинают использовать для выращивания овощных культур.
В наши дни теплицы распространены повсеместно, наибольшая востребованность в теплицах в климатических поясах с коротким летом и суровыми зимами, а именно в умеренно континентальном, внутриконтинентальном и муссонном климате.

## Основные отличия парника от теплицы
Теплицы и парники, как конструкции технологии высаживания на закрытом грунте, в корне отличны друг от друга, хотя и первые, и вторые используются для защиты растений от холодов и негативного влияния внешней среды.
По внутреннему оборудованию и внешним параметрам конструкции парника и теплицы различаются по следующим критериям:
Система отопления. Внутри парника температура поддерживается естественным способом за счёт солнечных лучей и мульчирования. В теплице предусматривается система отопления, за счёт которой возможно выращивание при более низких температурах внешней среды. Также в теплицах присутствует возможность регулирования температуры помещения для контроля климата на различных этапах развития растений, создания для них оптимальных условий.
Высота конструкции. Парник имеет небольшую высоту: достаточную для роста и развития растений до момента снятия защиты. Парник используется для выращивания низкорослых растений (низкорослых томатов, перца, клубники). Теплицы имеют высоту не ниже человеческого роста (от 200 см, хозяйственные теплицы в среднем — 250 см, промышленные — 320 см). По разнообразию выращиваемых растений теплица не имеет ограничений. Кроме того, в теплице возможно применение различных технологий выращивания растений, которые невозможно осуществить в открытом грунте. В частности, использование гидропоники.
Особенности посадки. Внутри помещения теплицы могут присутствовать высокие грядки, размещённые на специальных стеллажах. В парниках растения выращиваются в открытом грунте без дополнительных приспособлений для грядок.
Механизмы проветривания. Из-за сезонного применения парника в нём не предусматриваются двери, форточки для проветривания, отопление, искусственное освещение и другие дополнительные элементы. Теплица используется в течение всего года, поэтому такую конструкцию оборудуют механизмами проветривания. Теплицы предусматривают возможность проветривания и наличие специальных вентиляционных систем, которых в парниках нет.
Мобильность. Существуют переносные и стационарные парники. Теплицы исключительно стационарны.
Несмотря на чёткие различия, разделение тепличных конструкций на парники и теплицы является условным. При постройке капитальных конструкций парников возможно применение поликарбоната и стекла, укладка фундамента и т. д.

## Виды парниковых конструкций
В зависимости от строения и назначения выделяют следующие виды парников:
По мобильности конструкции:
- переносные;
- стационарные.

Парники бывают стационарными и переносными, могут устанавливаться как временное укрытие для растений. Переносные — легко устанавливаются и при необходимости также легко убираются, складываются и занимают мало места при хранении. Имеют лёгкий вес. Не имеют фундамента. Некоторые оснащены колышками для большей устойчивости, например, парник «Подснежник», «Гарант». Стационарные парники устанавливаются для эксплуатации на одном месте. Обычно их производят из стекла или поликарбоната. Конструкцию возводят на фундаменте. В некоторых случаях её можно перенести в другое место, но это трудоёмкий и сложный процесс. Такие парники используются в промышленных масштабах для выращивания культур в регионах с умеренно континентальным климатом. Наиболее распространены — политунели. В то же время встречаются и малые стационарные парники, например, «Хлебница».
По типу каркаса:
- устойчивые;
- адаптивные.

Устойчивые изготавливаются из крепкого негнущегося материала (дерева, профильных труб и т. д.), примером такого парника выступает конструкция «Гармошка» или «Пирамида». Каркас адаптивного парника изготавливается из более гибкого материала, чаще всего используются трубы ПНД, данный тип парников реализован в парниках «Огурчик», «Урожай», «Дегустатор», «Подснежник». Благодаря этому адаптивные парники меньше подвержены повреждениям, а также имеют небольшой вес.
По типу укрытия:
- плёночные;
- нетканые;
- стекольные;
- поликарбонатные.

Парники, изготовленные с использованием плёнки, защищают культуры от небольших заморозков. Высота парников, как правило, не превышает 80 см. Парники из нетканого агроматериала по конструкции приближены к плёночным парникам. Различие между ними заключается в самой структуре нетканого материала. Парники из стекла и поликарбоната по своей конструкции близки к теплицам, они выдерживают более низкие температуры, имеют большую устойчивость к запылению посева и порывам ветра.
По способу расположения:
- самостоятельные;
- примыкающие — имеют общую стену с жилым строением.

По форме конструкции:
- односкатные — делаются примыкающими к зданию;
- двускатные — изготавливают из стекла или поликарбоната;
- арочные — изготавливаются из гибкого материала, то есть из плёнки, агроволокна или поликарбоната.

## Сфера применения
Парники применяются для выращивания овощей для личного употребления. В таких конструкциях высаживаются невысокие растения, которым необходима защита от небольших заморозков: томаты, перец, клубника, огурцы, баклажаны и т. д. По краю посевов основных культур высаживаются быстросозревающие культуры: салат, кресс-салат, горчица, пекинская капуста, редис и т. д. Также парники используются для дополнительного укрытия подзимних посевов лука, моркови, свеклы и т. д.
Для защиты растений от заморозков до −5 °C хорошо зарекомендовали себя парники, покрытые плёнкой либо нетканым укрывным материалом (таким, как лутрасил, спанбонд).
Основное достоинство парников — удобство применения (требование к площади от 0,5 м²) и дешевизна сооружения.

## География использования
Широкое применение парники нашли в России, благодаря её климатическому разнообразию.
Холодным климатом, не подходящим для выращивания неморозоустойчивых овощей в незащищённом грунте, характеризуются Уральский, Сибирский и Дальневосточный федеральные округа, благодаря чему в данных регионах широко распространена высадка в закрытом грунте. На протяжении всего лета парники могут использоваться в Курганской, Свердловской, Тюменской областях, Ханты-Мансийском автономном округе, Челябинской области, Ямало-Ненецком автономном округе, Красноярском крае и Якутии, в Чукотском автономном округе. Частично выращиваются культуры в парнике в Иркутской области и Забайкальском крае, Амурской области, Еврейской автономной области, Камчатском крае, Магаданской области, Приморском крае, Сахалинской области, Хабаровском крае.
В Республике Адыгея, Краснодарском крае и Ростовской области парники используются для посадки овощей в начале весны.
Северо-западный федеральный округ характеризуется такими погодными условиями, при которых культуры плохо растут и недостаточно плодоносят при выращивании в незащищённом грунте летом, поэтому здесь также используется технология закрытого грунта. Для выращивания растений на протяжении всего лета используются парники в Республике Карелии, Республике Коми, Архангельской области, Ненецком автономном округе, Вологодской, Мурманской, Ленинградской, Новгородской, Псковской и Калининградской областях.
Ранней весной и до осени парники используются в Республике Башкортостан, в Кировской области, Республике Мордовия, Нижегородской, Оренбургской и Пензенской областях, Пермском крае, Самарской и Саратовской областях, Республике Татарстан, Удмуртской Республике, Чувашской Республике и Ульяновской области.
В Центральном федеральном округе умеренно холодные зимы и тёплое лето, здесь укрытия необходимы для получения ранних посевов и увеличения урожайности культур. Парники применяются с начала и до середины весны в Белгородской, Брянской, Владимирской, Воронежской, Ивановской, Калужской, Костромской, Курской, Липецкой, Московской, Орловской, Рязанской, Смоленской, Тамбовской, Тверской, Тульской и Ярославской областях.